# Teresio Delfino
Teresio Delfino (Busca, 4 agosto 1949) è un politico italiano.

## Biografia
Membro del consiglio direttivo del Centro Cristiano Democratico nel 1996. Già sottosegretario di Stato per la pubblica istruzione durante il governo D'Alema I per l'Unione Democratica per la Repubblica di Francesco Cossiga, durante il governo Berlusconi II è stato nominato sottosegretario per le politiche agricole e forestali. A tale incarico è stato confermato nel successivo governo Berlusconi III.
Nel 2000 Teresio Delfino fece clamore per la sua interpellanza in difesa della controversa Chiesa di Scientology contro dei siti web (Allarme Scientology e Scientology controllo mentale) che la criticavano (AllegatoB-seduta751).
In occasione delle elezioni amministrative del 2009 si candida alla presidenza della provincia di Cuneo, posizionandosi al terzo posto con il 7,5% dei voti con l'UdC.
Non si candida alle elezioni politiche del 2013 lasciando il posto al figlio Giuseppe Delfino, segretario provinciale dell'UDC a Cuneo e marito della portavoce di Pier Ferdinando Casini, Roberta De Marco.